# Mateo Karamatic
Mateo Karamatic (* 28. September 2001 in Ehenbichl) ist ein österreichischer Fußballspieler.

## Karriere
Karamatic begann seine Karriere beim SV Reutte. Zur Saison 2015/16 wechselte er in die Akademie des FC Red Bull Salzburg. Zur Saison 2018/19 schloss er sich dem Regionalligisten USK Anif an. Für Anif kam er in eineinhalb Jahren zu 17 Einsätzen in der Regionalliga.
Im Februar 2020 wechselte der Abwehrspieler nach Kroatien zur Reserve des NK Osijek. Für Osijek II absolvierte er in zweieinhalb Jahren 39 Partien in der 2. HNL. Zur Saison 2022/23 wechselte Karamatic nach Slowenien zum NK Olimpija Ljubljana, bei dem er einen bis Juni 2025 laufenden Vertrag erhielt. Sein Debüt für den Hauptstadtklub gab er im Juli 2022 in der Qualifikation zur UEFA Europa Conference League gegen den FC Differdingen 03. Im selben Monat debütierte er dann gegen den NŠ Mura auch in der 1. SNL. Bis Saisonende kam er zu 21 Ligaeinsätzen, mit Olimpija wurde er Meister. In der Saison 2023/24 kam er zu 14 Einsätzen in Sloweniens Oberhaus.
Zur Saison 2024/25 kehrte Karamatic nach Österreich zurück und schloss sich dem Bundesligisten TSV Hartberg an, bei dem er einen bis 2025 laufenden Vertrag erhielt. Für Hartberg absolvierte er 22 Partien in der Bundesliga. Zur Saison 2025/26 wechselte er in die Vereinigten Arabischen Emirate zum al-Nasr Sports Club.